# ناحیه تهبا-تسکا
ناحیه تهبا-تسکا (به لاتین: Thaba-Tseka District) یکی از نواحی کشور لسوتو است که در بخش شرقی این کشور قرار دارد. مرکز این ناحیه، شهر تهبا-تسکا است که تنها شهر این ناحیه نیز به‌شمار می‌آید.مساحت ناحیه تهبا-تسکا حدود ۴٬۲۷۰ کیلومتر مربع و جمعیت آن نزدیک به ۱۳۵٬۳۴۷ نفر است. این ناحیه از سمت شرق با استان کوازولو-ناتال در کشور آفریقای جنوبی هم‌مرز است. در داخل کشور نیز با ناحیه موکات‌لانگ در شمال شرق، ناحیه لریبه در شمال، ناحیه برئا در شمال غرب، ناحیه ماسرو در غرب، ناحیه موهالس هوک در جنوب غرب و ناحیه نک قچا در جنوب همسایه است.ناحیه تهبا-تسکا به‌دلیل وجود سد کاتسه، که دومین سد بزرگ قوسی در قاره آفریقا به‌شمار می‌رود، یکی از مهم‌ترین مقاصد گردشگری لسوتو است.